# Úplaz (Nízké Tatry)
Úplaz (1554,9 m n. m.  ) je nejvyšší vrchol Prednej hole, geomorfologické části Kráľovohoľských Tater.  Vrcholovou částí vede severní hranice Národního parku Nízké Tatry. 

## Polohopis
Zalesněný vrch leží ve východní části Nízkých Tater, v podcelku Kráľovohoľské Tatry a části Přední hoľa. Leží cca 6 km západně od obce Vernár a cca 4 km severovýchodně od Kráľovy hole, na pomezí regionů Spiš a Liptov. Smrečinské sedlo odděluje východně situovaný masiv Prednej hole. 
Zajímavostí je, že západně svahy odvodňují přítoky Černého Váhu, jižní a východní řeka Hnilec a severní svahy napájejí přítoky Hornádu. 

## Přístup
Východně od vrcholu leží Smrečinské sedlo, kde se křižují turistické trasy:
- zelená z obce Liptovská Teplička a Vikartovce, resp. osady Pusté Pole
- modrá z obce Spišské Bystré, resp. Kráľovej hole
- červená z obce Vernár

Ze sedla vede  modrá značka na Královu holu, která traverzuje Úplaz jihovýchodní částí. Nevede tak úplným vrcholem, na který je třeba vystoupit krátkou odbočkou. 